# Maja Vučurović
Maja Vučurović (ur. 27 maja 1991) – serbska koszykarka grająca na pozycji skrzydłowej (G). Od 2009 roku zawodniczka polskiego klubu Ford Germaz Ekstraklasy – TS Wisła Can-Pack Kraków, z którym w sezonie 2010/2011 zdobyła mistrzostwo Polski.